# Aphnaeus questiauxi
Aphnaeus questiauxi är en fjärilsart som beskrevs av Aurivillius 1903. Aphnaeus questiauxi ingår i släktet Aphnaeus och familjen juvelvingar. Inga underarter finns listade i Catalogue of Life.